# 炭化ケイ素
炭化ケイ素（たんかケイそ、英: silicon carbide、化学式: SiC）は、炭素（C）とケイ素（Si）の1:1 の化合物で、天然では、隕石中にわずかに存在が確認される。鉱物学上「モアッサン石」(英: Moissanite)と呼ばれ、また、19世紀末に工業化した会社の商品名から「カーボランダム」と呼ばれることもある。
ダイヤモンドとシリコンの中間的な性質を持ち、硬度、耐熱性、化学的安定性に優れることから、研磨材、耐火物、発熱体などに使われ、また、半導体でもあることから電子素子の素材にもなる。結晶の光沢を持つ、黒色あるいは緑色の粉粒体として、市場に出る。

## 結晶構造
SiとCは、いずれも周期表上で同じ14族に属することから、基本的には共有結合性であるが、電気陰性度の違いによりイオン性を持つため、1対1の定比化合物として安定に存在する。
結晶構造は図1のようになっている。

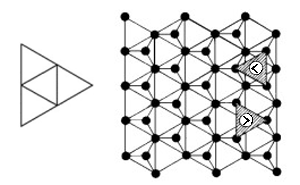
図1 SiCの結晶層

図の左半の正三角形に筋目をつけて折り上げ、接する稜線を貼りつければ、正三角形四枚を表面とする正四面体ができる。その四つの頂点にSi原子あるいはC原子、そして重心の位置にC原子あるいはSi原子を置いた正四面体から、炭化ケイ素の結晶を組みあげることができる。ちなみに、ダイヤモンドでは頂点と重心位置とがすべてC、シリコンではすべてSi、高圧窒化ホウ素ではBとNである。
炭化ケイ素のダイヤモンドとシリコンの中間的な性質はこの構造によるものである。
その正四面体を密に平面上に並べると、図の右半の網目模様となり、正三角形の中央で120°間隔の三本足をつけた黒丸が正四面体の頂点の原子たち、それ以外の黒丸が正四面体の底面の原子たちである。正四面体の詰まった層が一つできた。その第1層の上に乗る第2層の正四面体は、第1層の頂点たち、すなわち三本足つき黒丸を足場に並べることになる。その場合、図の右端に斜線をつけた（<）と（>）の二通りの並べかたがあり、この(<)か(>)かが炭化ケイ素に多くの結晶多形（ポリタイプ）を作ることになる。第1層は(<)の向きに描いてある。
斜線つき正三角形の（<)か(>)かのいずれかで第2層を並べてゆく。第2層の頂点は、斜線つき正三角形の中央、すなわち、図で"<"の記号、あるいは">"の記号を囲んだ白丸の所になり、そこが第3層を積む足場になる。以下同様……。
第1層の底面 → 第1層の頂点（兼第2層の底面） → 第2層の頂点（兼第3層の底面）、と原子をたどると、（<）で積む場合は一様に右上がりに、(>)で積む場合は右上がりだったのが左上がりに折れる。そして、図の">"の記号を囲んだ白丸の真下には第1層の底面の原子がある。すなわち、（<）の向きの第1層に(>)の向きの第2層を重ね、その上にまた（<）の向きの第3層というふうに（<）(>)（<）(>)（<）(>)……と積むと、原子はジグザグを描いて上がり、2層が一周期になる。この結晶は六方晶系の(hexagonal)対称性を持つから、2Hと記号し、また、（<）が1つ、(>)が1つだから、ジグザグを11と書く。つぎに、（<）（<）（<）（<）……と積むと3層が一周期になり、立方晶系の(cubic)対称性を持つから、3Cと記号する。
数十種類ある炭化ケイ素の多形の、繰り返し周期の小さい方の幾つかを表1に書く。
| 記号 | 晶系     | ジグザグ | 同類                           |
| ---- | -------- | -------- | ------------------------------ |
| 2H   | 六方晶   | 11       | ウルツ鉱型窒化ホウ素           |
| 3C   | 立方晶   |          | ダイアモンド、立方晶窒化ホウ素 |
| 4H   | 六方晶   | 22       |                                |
| 6H   | 六方晶   | 33       |                                |
| 8H   | 六方晶   | 44       |                                |
| 10H  | 六方晶   | 55       |                                |
| 15R  | 菱面体晶 | (32)3    |                                |

3Cが立方晶であることは、図1の網目模様を立方晶の(111)面として眺めれば理解できる。(0,0,0)と(1/4,1/4,1/4)とを原点として重なる二つの面心立方格子と考えてもいい。Siの面心立方とCの面心立方との組合わせである。15Rのジグザグの(32)3は、（<）（<）（<）(>)(>)を三回繰返して一周期と読む。Rは、6枚の菱形に囲まれた菱面体晶の(rhomboheral)対称性を持っているという意味である。同じく図1を(111)面として眺めればいい。立方体をつまんで引き伸ばせば菱面体になる。この対称性を持つのは、周期の数が15、21、27……など、奇の3の倍数の場合である。
以上、多形の種類は多いが、同じ結晶層を重ねるときの（<）か(>)かの向きの違いだけにより、したがって隣り合うSi-Cの原子間距離は多形によらず、密度もすべての多形で同じである。また、次項の工業的製造法で生産される炭化ケイ素中の多形は、4H、6H、15Rが圧倒的に多い。そして結晶粒の強さの度合が、それら3種間で異なるという証拠はない。

## 工業的製造法
ここでいう「工業的」とは、一度に10トンの単位で作られ、製品が最高純度ではないという意味の、19世紀末以来の量産方法である。

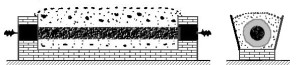
図2 炭化ケイ素の製造炉 左：長さ方向の断面 右：横方向の断面

図2の左は、炉の長さ方向の断面で、10 mよりは長い。左右端部の黒いものは黒鉛電極で、それらを結ぶ黒まだらは黒鉛の粉、その上下は、珪石、コークス他の原料である。
電極に電圧をかけると、黒鉛粉が発熱して周囲の原料を加熱する。1,500℃を越えると微細な3Cが生成しはじめ、昇温とともに3Cは消え、4H、6H、15Rなどが発達するが、この環境では、2,200℃以上でそれらは分解して黒鉛の粉を残す。反応は SiO2+3C→SiC+2CO でまとめられる。
電圧を切ったあとの横方向の断面が図2の右である。同心円の中心部の黒鉛粉はSiCが分解した分だけ太り、その外側に（斜線を付けた）SiCの塊がチクワ状に生成する。その外側は温度が1,500℃くらいにしか上がらなかった3Cの薄い層、その又外側は反応しなかった原料で、未反応物は次の操炉の原料に混ぜる。
SiCの塊は、中心から外側へ放射状に発達した結晶粒の集まりで、通気性に富む。
炉に原料や黒鉛粉を積む → 通電する → 停めて冷す → SiC塊を取出すの各工程の長さは、数日ずつである。この炭化ケイ素の製造には多量の電力が必要で、安価な電力が得られる立地で行われることが多い。
製品の塊から不純物を除き、粉砕し、さらに不純物を除き、粒度ごとに篩い分け、製品にする。
日本では唯一鹿児島県の屋久島で屋久島電工が炭化ケイ素の生産を行っている。屋久島電工は屋久島の豊富な水量を活かして自社で水力発電を行っており、大量の電力を自ら賄うことができている。

## 性質
表2に、周期表IV族の三兄弟、C、SiC、Siの性質を並べる。炭素原子よりシリコン原子の方が大きいから、C<SiC<Siと原子間距離は広がり、熱伝導率は小さくなり、硬さは下がる。表の熱伝導率に幅があるのは、純度による。ヌープ硬度は、結晶面によって違う。
| 特性       | 単位    | ダイヤモンド | 炭化ケイ素 | シリコン |
| ---------- | ------- | ------------ | ---------- | -------- |
| 原子間距離 | nm      | 0.154        | 0.188      | 0.235    |
| 密度       | g/cm3   | 3.513        | 3.217      | 2.330    |
| 熱伝導率   | W/[m･K] | 600〜2000    | 100〜350   | 168      |
| ヌープ硬度 | kgf/mm2 | 7000〜8000   | 2500〜3200 |          |

炭化ケイ素の特長はまずその硬さで、滑石を1、ダイヤモンドを15とする修正モース硬度では、13である。
純粋な炭化ケイ素は無色透明と言われ、工業製品は緑色から黒色を呈するが、製造の環境を清浄にするほど色が薄くなる傾向がある。緑ないし黒の着色は、窒素、アルミニウムなどIII族V族元素の原子が結晶格子に入り込んで作る不純物準位による。
よって結晶の電気抵抗は色が薄いほど桁違いに高く、発熱体の原料に使用されるのは緑色品である。
(半導体材料として用いられる基板は6H-SiC n型・・・青緑色(エメラルドグリーン)、4H-SiC n型・・・緑色、3C-SiC・・・黄色。ただし、オフ角度が0度になると白濁したり、色が変化する場合がある。基板濃度でも変わる。また、p型でも白濁する場合がある。{1-100}面や{11-20}面は焦げ茶に近い。)
炭化ケイ素は800℃以上の大気中で酸化するが、表面に生成するSiO2が酸化を遅める保護被膜になる。液体にはならない。2545℃で昇華するといわれる。
フッ化水素、硫酸、硝酸の混合液にはわずかに溶ける。ある種の溶融塩および融鉄には溶ける。

## 用途
研磨材、耐火煉瓦の原料、鋳鉄への加炭化ケイ素剤、高級釣り竿（リール竿）のガイド（釣り糸を通す輪）、登山鉄道車両の非常ブレーキ用シューなどに大量に使われる。鋳鉄用は低純度品である。

### エレクトロニクス
電気素子の素材としては、発熱体、アレスタ、バリスタなどに長く使われてきた。シリコンに比べてバンドギャップが大きい事から、高温、高線量下で利用できる半導体材料として注目され、1980年代以降の結晶成長技術の発展にともない、高速ショットキーバリアダイオード、MOSFET（電界効果トランジスタ）、などに使われるようになった。熱伝導率が高いので、他の半導体の基板の原料であるウエハーとして実用化されている。SiCを結晶成長させたインゴットを引き上げてスライスして使われる。
従来型のケイ素(Si)半導体に比べると電気抵抗率が10分の1と低く、200℃以上の高温で動作可能であり、数倍高速なスイッチング動作が可能である。よって電気自動車、送配電施設や鉄道等のインフラ設備等、家電製品等において、インバータ装置やスイッチング電源装置の電力効率の改善が期待される。
電気抵抗率が低いため、電流を流した場合の導通損失が低減され高温で動作できることから、ヒートシンクを縮小あるいは省略することで装置を小型化できる。また、高速スイッチングによりインバータやスイッチング電源のスイッチング周波数を上げることができるため、インダクタやコンデンサを小型化できる。よって、装置の小型化や高効率化にも貢献する。
パワーデバイス（電力用半導体素子）のメーカーとしては、ウルフスピード（インフィニオン・テクノロジーズ傘下）、三菱電機、ロームなどがある。2017年現在、シリコン製素子と比べると高価ではあるが、一般にも市販されている。大電力用半導体として、鉄道車両のVVVF制御装置に用いられ、日本では2013年2月にえちぜん鉄道MC7000形電車での採用を皮切りに、新製車や機器更新車などで採用されている。また、環境対応自動車向けインバーターや東海道新幹線車両（新幹線N700S系電車）向けSiCハイブリッドモジュール等の利用が進んでいる。
2022年10月、デンソーは、電動車向けに超小型、高効率SiC(SiC-VVVF)インバーターの開発を完了し、パワー半導体の研究開発費および設備投資により量産効果によるコストダウンを見込んでいる。

### 素材・加工
ファインセラミックス、エンジニアリングセラミックスとしての用途も、開けている。金型プレス成形、静水圧成形、射出成形、スリップキャスト成形、押出成形、などの成型法、反応焼結、常圧焼結、加圧焼結、再焼結などの焼結法が行われている。
ショット・ブラスト（ショットピーニング・サンドブラスト）においては投射材として利用される。
アルミニウム合金によるシリンダーブロックの一体鋳造で、小型軽量化のためにシリンダーライナーを省略する場合、シリンダー内面（ピストン摺動面）にニッケル素地に炭化ケイ素（シリコン・カーバイド）を分散させためっきを施すことで耐摩耗性と熱伝導性が向上する。

### 繊維
炭化珪素繊維、SiC繊維と呼び、日本カーボンのニカロン繊維、UBEのチラノ繊維が有名である。

グンゼとエネティック総研が研究成果を製品化し炭化ケイ素繊維や複合材を販売・輸出している。

### 環境対策
ディーゼル車の排出する煤塵の集塵用フィルター（DPF）材料としての用途。

### 原子力
高い耐熱性・耐久性・熱伝導性から原子力分野でも利用されている。
三菱重工が研究中の高温ガス炉の燃料被覆に使用、東芝が、燃料集合体カバーを開発。
震災以前から海外でも着目され最近では国内で室蘭工業大学等が高い融点・硬度を応用する研究を行っている。
融点が非常に高く、水との反応性が低く水素を生成しにくい等の安全性確保に役立つ等メリットが存在するが、安定したセラミックの量産がネックとなり製品化されてこなかった。研究開発により技術障壁を突破し製品化（三菱重工・東芝等）の目途が立った。
高温ガス炉以外の次世代原子炉でも耐熱性・耐腐食性に優れる事から主要材料としての採用が検討されている。
計画では2020年代前半から軽水炉で炭化ケイ素燃料被覆の取り換えを行う予定。

### 航空・宇宙・発電
京都大学エネルギー理工学研究所が高温下での耐酸化性能を持つ炭化ケイ素複合材料を開発。
ボーイング社の次世代旅客機のエンジンに使用される予定。
炭化ケイ素繊維の耐熱性が向上すればロケットエンジンやガスタービン発電の性能向上が見込まれる。
地中に炭化ケイ素製熱交換器を設置し一般的な火力発電と類似した発電方式の地熱発電「加圧水型同軸熱交換方式」が室蘭工業大学で研究されている。
従来の地熱発電では熱水をくみ上げる為、温泉の枯渇や水分中に含まれる成分が金属を腐食させたりタービンに付着し故障・出力低下の原因となる他水分中に含まれる硫化水素等の有毒ガス発生リスクがあったが、火力発電の様な密閉型の場合温泉の枯渇はほぼゼロとなり、循環するのはほぼ真水となる為腐食も低減される・冷却塔や有害ガス除去設備が不要になる為コストダウンが可能になる等のメリットがある。最終目標はマグマに直接接触させ発電を行う予定。

### 装飾・ダイヤモンド詐欺
大粒のものを装飾用宝石として用いる、果ては「モアッサナイトダイヤモンド」と称してダイヤモンドの一種であるかのように扱い、高額で売却する悪質な例もある。
宝石質の合成モアッサナイトの作成には高度な技術を要し、意外と値段が高い。最近まで米国の会社が特許により作成技術を独占していて、中国などがそれに続いた。
むしろ、「モアッサナイトダイヤモンド」と称してより安価な偽ダイヤであるジルコニアをモアッサナイトとして売る詐欺が、国内外問わず、よくある悪質な詐欺の例である。